# Congo Cay
Congo Cay je nenaseljeni otok Američkih Djevičanskih otoka, smješten sjeverno od Lovango Caya. To je mjesto za ronjenje za čarter brodove sa otoka Saint Thomas i Saint Johna. Otok je u vlasništvu lokalne vlade. Kao gotovo svi manji otoci, otočići i uvale u teritoriju, otok je utočište za divlje životinje. To je jedan od najljepših nenaseljenih uvala na Djevičanskim otocima i mjesto gniježđenja pelikana.
Prema rezervatima divljih životinja i drugim zaštićenim područjima na Američkim Djevičanskim otocima, s iznimkom nekih vrsta čigri, većina morskih ptica gnijezdi se u istoj koloniji iz godine u godinu i rijetko formira nove kolonije. Populacija pelikana nije velika.
Vlada Američkih Djevičanskih otoka hvata korak s održivim turizmom i polako se time bavi. Jedan lokalni zakon zabranjuje korištenje kreme za sunčanje koja nije sigurna za koraljne grebene. Iako je postavljen jedan od najviših regulatornih standarda, on se ne provodi izravno.